# 铋唑
鉍唑是一種假想杂环有机化合物。它是五元環化合物，化学式為C4H4BiH。它屬於金属唑。它可以視作吡咯的结构类似物，其中的氮原子被鉍代替。由於Bi-H鍵具有大量能量，無取代基的化合物仍未分離。帶有取代基的衍生物已經成功製得。

## 反應
例如，2,5-二(三甲基硅基)-3,4-二甲基-1-苯基-1H-鉍唑可以由(1Z,3Z)-1,4-二(三甲基硅基)-1,4-二碘丁基-2,3-二甲基-1,3-二烯與二碘苯基䏟反應生成。鉍唑可以用來合成類似於二茂铁的夹心型配合物。